# Unit 7
Unit 7 (Grupo 7) è un film spagnolo del 2012 diretto da Alberto Rodríguez Librero.

## Trama
L'unità 7 della polizia spagnola, composta da quattro membri, ha come compito quello di ripulire la città dai narcotrafficanti e dalla corruzione che esiste a Siviglia nei cinque anni, dal 1987 al 1992, che precedono l'inaugurazione dell'Expo 1992. Del gruppo fanno parte Ángel e Rafael, le cui strade ad un certo punto si dividono per le alte ambizioni del primo e per l'amore per Lucía dell'altro.